# Wahl des Legislativ-Yuans der Republik China (Taiwan) 1995
Die Wahl des Legislativ-Yuans der Republik China 1995 fand am 2. Dezember 1995 statt. Es wurden die 164 Abgeordneten des Legislativ-Yuans, der gesetzgebenden Versammlung der Republik China auf Taiwan gewählt. Es handelte sich um die zweite Wahl des Legislativ-Yuans unter demokratischen Verhältnissen, d. h. nach dem Ende der Einparteienherrschaft der Kuomintang Anfang der 1990er Jahre. Die regierende Kuomintang erreichte zwar erstmals weniger als 50 % der Wählerstimmen, konnte jedoch die Mehrheit der Parlamentssitze knapp behaupten.

## Vorgeschichte

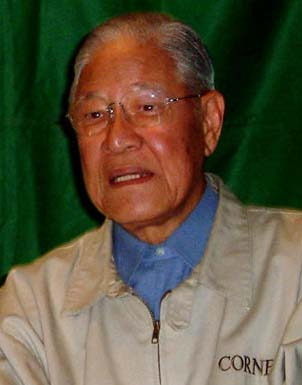
Lee Teng-hui (2004), Staatspräsident und KMT-Parteivorsitzender

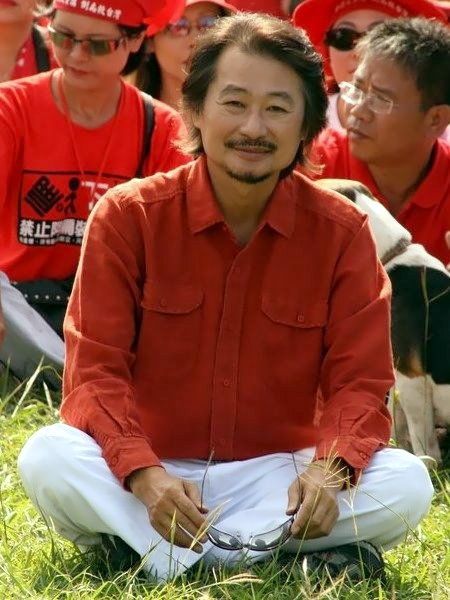
Shih Ming-teh (2006), DPP-Vorsitzender

Beginnend in den 1980er Jahren hatte sich in Taiwan ein allmählicher tiefgreifender Wandel der politischen Kultur vollzogen. Die bisher in Alleinherrschaft regierende Kuomintang begann, ihre inneren Strukturen zu reformieren. Während früher praktisch ausschließlich vom chinesischen Festland stammende Kader an den Schalthebeln der Macht saßen und das politische Ziel der „Wiedervereinigung mit Festlandchina“ diktierten, kam es unter den KMT-Vorsitzenden Chiang Ching-kuo (Vorsitzender 1975–1988) und Lee Teng-hui (Vorsitzender 1988–2000) zu einer fortschreitenden „Taiwanisierung“ der Partei, d. h. immer mehr Führungspositionen in der Partei wurden mit Personen besetzt, die ihre Wurzeln auf der Insel Taiwan hatten. In den 1990er Jahren war dieser Prozess schließlich so weit gediehen, dass die „einheimischen“ Taiwaner in der KMT die Mehrheitsfraktion („mainstream“) bildeten und die Festlandchinesen der ersten und zweiten Generation eine Minderheit darstellten. Zeitgleich lockerte die KMT ihren bisherigen Anspruch auf das Machtmonopol im Staat und es kam zu einer zunehmenden Demokratisierung. 1987 wurde das seit 1947 geltende Kriegsrecht aufgehoben und 1986 die spätere Haupt-Oppositionspartei, die Demokratische Fortschrittspartei (DPP) gegründet. Weitere Parteigründungen folgten. Im Jahr 1992 gab es die ersten nach westlichen Maßstäben demokratischen und freien Direktwahlen, die von der KMT gewonnen wurden. Die DPP erzielte mit 31,0 % der Stimmen einen Achtungserfolg.
Die „Taiwanisierung“ der KMT und die damit einhergehende zunehmende Konzentration auf lokale taiwanische Traditionen war nicht unumstritten. Kritiker vermuteten, dass damit schleichend das Ziel einer Wiedervereinigung mit dem Festland aufgegeben werde und forderten eine entschiedenere politische Orientierung an diesem Ziel. Aus dieser Bewegung heraus wurde von enttäuschten ehemaligen KMT-Anhängern im August 1993 die Xindang, die „Neue Partei“ gegründet. Die Xindang vertrat einen strikten Pro-Wiedervereinigungs-Kurs und betonte die Zugehörigkeit Taiwans zum chinesischen Kulturkreis. Zu den Anhängern der Xindang zählten häufig Personen, die selbst oder deren Vorfahren vom Festland stammten (diese bildeten ungefähr 15 % der Bevölkerung), die durchschnittlich einen höheren Bildungsstand hatten und schwerpunktmäßig eher im Norden Taiwans lebten. Im Gegensatz dazu stand die DPP, die die Eigenständigkeit Taiwans betonte und die Ansprüche der Volksrepublik China auf den Inselstaat scharf zurückwies. Sie forderte die Aufgabe des Ziels der Vereinigung mit China und die „Unabhängigkeitserklärung“ der Insel. Ihre Anhängerschaft kam überwiegend aus dem Süden und bestand vorwiegend aus alteingesessenen einheimischen Taiwanern, die etwa 85 % der Bevölkerung ausmachten.

### Taiwanstraßen-Krise
Die Wahl fiel in eine Zeit der Spannungen zwischen Taiwan und der Volksrepublik China. Als der taiwanische Präsident Lee Teng-hui im Juni 1995 eine Vortragsreise an die Cornell University, seine ehemalige Alma Mater unternahm, verschärfte sich der offizielle Ton der Volksrepublik China. Obwohl Lee offiziell als Privatperson und nicht als Staatsoberhaupt dorthin reiste, sah die Volksrepublik dies als Herausforderung ihres Ein-China-Standpunktes an und führte vom 21. bis zum 26. Juli 1995 ballistische Raketentests in einem Seegebiet ungefähr 50 Kilometer nördlich der taiwanischen Pengjia-Insel (an der Nordspitze Taiwans) durch. Zugleich verlegte sie Teile der Luftstreitkräfte an die Küste der Provinz Fujian. Am 15. und 25. August 1995 fanden erneute Raketentests statt und die taiwanische militärische Aufklärung erhielt Nachrichten über geplante Manöver der Volksbefreiungsarmee, bei denen Marine-unterstützte Landungsoperationen geübt werden sollten. Diese unverhohlenen militärischen Drohgebärden beeinflussten die Wahl jedoch relativ wenig. Sie hatten eher den Effekt, dass sie die Wähler in das anti-chinesische Lager trieben. Die Krise hielt bis zur Präsidentenwahl im März des folgenden Jahres an und fand erst ein Ende, als die USA größere Flottenverbände in die Taiwanstraße entsandten.

## Wahlmodus
Seit der letzten Wahl 1992 war die Zahl der Wahlkreise um drei erhöht worden, so dass die Gesamtzahl der zu wählenden Abgeordneten 164 betrug. Von den 164 Abgeordneten wurden 122 in Mehrpersonen-Wahlkreisen nach dem Modus der einfachen nicht-übertragbaren Stimmgebung gewählt und die indigenen Völker Taiwans wählen weitere 6 Vertreter in entsprechenden Wahlkreisen (davon 3 im Hochland, 3 im Tiefland). 6 Abgeordnete wurden von den Auslandstaiwanern gewählt und weitere 30 wurden entsprechend dem landesweiten Stimmenanteil der Parteien besetzt. Dabei galt eine 5-Prozent-Sperrklausel.
Um die 128 (122+6) Wahlkreismandate bewarben sich 334 registrierte Kandidaten, darunter 117 Unabhängige, 105 KMT-, 71 DPP- und 36 Xindang-Kandidaten, sowie einige wenige weitere.

## Ergebnisse
Insgesamt waren 14.153.420 Personen in der Republik China wahlberechtigt. Davon beteiligten sich 9.574.388 (67,64 %). 132.252 Stimmzettel (0,93 %) waren ungültig und 9.442.136 gültig. 58.394 bzw. 75.309 Stimmen wurden in den je drei Wahlkreisen des Hochlands und des Tieflands durch die indigene Bevölkerung abgegeben. Die Wahlbeteiligung der indigenen Bevölkerung betrug 53,0 % im Tiefland und 62,3 % im Hochland.
|                                   | Kuomintang (中國國民黨)                                      | 4.349.089 | 46,1 | 15 | 3 | 61  | 6 | 85  | 51,8  | −10 |
|                                   | Demokratische Fortschrittspartei (民主進步黨)                | 3.132.156 | 33,2 | 11 | 2 | 41  | 0 | 54  | 32,9  | +3  |
|                                   | Xindang (新黨)                                               | 1.222.931 | 13,0 | 4  | 1 | 16  | 0 | 21  | 12,8  | neu |
|                                   | Chinesische Partei der taiwanischen Ureinwohner (中國台灣原) | 5.707     | 0,0  | 0  | 0 | 0   | 0 | 0   | 0,0   | neu |
|                                   | Arbeiterpartei Taiwans (勞動黨)                              | 1.207     | 0,0  | 0  | 0 | 0   | 0 | 0   | 0,0   | 0   |
|                                   | Bürgerpartei (公民黨)                                        | 542       | 0,0  | 0  | 0 | 0   | 0 | 0   | 0,0   | neu |
|                                   | Unparteiische Demokratische Union (全國民主非)               | 517       | 0,0  | 0  | 0 | 0   | 0 | 0   | 0,0   | neu |
|                                   | Unabhängige                                                  | 729.987   | 7,7  | 0  | 0 | 4   | 0 | 4   | 2,4   | −10 |
| Gesamt                            | Gesamt                                                       | 9.442.136 | 100  | 30 | 6 | 122 | 6 | 164 | 100,0 | +3  |
| Quelle: Wahlkommission von Taiwan |                                                              |           |      |    |   |     |   |     |       |     |

Von den gewählten 164 Abgeordneten waren 141 Männer und 23 (14,0 %) Frauen.

### Wahlkreiskarten

Wahlkreisergebnisse (stimmenstärkste Parteien). Kuomintang DPP
Wahlkreisergebnisse in hexagonaler Darstellung: Kuomintang DPP Xindang Unabhängige

## Nach der Wahl

Zusammensetzung des neu gewählten Legislativ-Yuans:

Insgesamt erhielt die Kuomintang die meisten Stimmen und Mandate. Sie erreichte knapp (3 Mandate) die absolute Mehrheit der Mandate. Sie fiel erstmals in ihrer gesamten Parteigeschichte bei einer Wahl unter den 50 %-Stimmenanteil. Verluste erlitt die KMT vor allem in den großen Städten Taipei, Taichung und Kaohsiung, wo die Xindang vor allem in Bezirken, die früher als Hochburgen der KMT galten, zulegen konnte. In den ländlichen Regionen Hsinchu, Miaoli, Yunlin, Nantou und den abgelegenen kleinen Inseln Kinmen, Matsu und Penghu war die KMT weiterhin stark, was Wahlbeobachter aber mit dem ausgedehnten System der Patronage, das die KMT dort über Jahrzehnte betrieben hatte, erklärten. Die Gewinne der Xindang wurden von Beobachtern eher der Xindang-Kampagne gegen vermeintlich korrupte KMT-Eliten zugeschrieben und weniger einer nationalchinesischen Einstellung der Wählerschaft.
Die DPP gewann zwar an Stimmenanteilen hinzu, blieb jedoch insgesamt hinter manchen Erwartungen zurück. Im Vergleich zu ihren Ergebnissen bei den Kommunalwahlen 1993 und Bürgermeisterwahlen 1994 nahm ihr Stimmenanteil sogar etwas ab. Hierfür wurden verschiedene Gründe angeführt. Zum einen hatte sich die Partei bei den Kandidatennominierungen verkalkuliert. Die Wahlkreiskandidaten wurden in Mehrpersonenwahlkreisen gewählt. Die DPP-Führung hatte jedoch zu viele Kandidaten aufstellen lassen, so dass sich die DPP-Stimmen zu stark zerstreuten und die Einzelkandidaten zu wenig Stimmen erhielten um gewählt zu werden. Zum anderen hatte sich taktisches Wählerverhalten teilweise ungünstig ausgewirkt. Selbst vermeintlich „sichere“, populäre Kandidaten fielen durch, weil die DPP-Wähler in der Meinung, dass diese Kandidaten sicher seien, anderen Personen die Stimme gaben. Außerdem versäumte es die DPP in einigen Wahldistrikten, sich ausreichend attraktiv für potentielle Wählergruppen darzustellen (Wähler aus der Mittelklasse, Frauen, junge Wähler).
Im Urteil von Wahlbeobachtern entsprachen die Wahlen weitgehend demokratischen Standards. Kritisiert wurde allerdings eine einseitige Berichterstattung der staatlichen Medien zugunsten der KMT und die „Geld-Politik“ („money politics“) der KMT, in der Wähler durch Zusagen für große Investitionen geködert wurden und die immer noch vor allem in ländlichen Gegenden verbreitete Praxis des Stimmenkaufs.